# Karim Tadlaoui
Karim Tadlaoui (en arabe : كريم التدلاوي), de son vrai nom Mohammed Karim Tadlaoui, né le 10 janvier 1962 à Fès au Maroc, est un chanteur, auteur-compositeur, interprète et luthiste marocain.

## Carrière
Karim Tadlaoui, né en 1962 à Fès au Maroc, grandit à Casablanca dans un environnement familial mélomane où Karim est plongé, dès petit, dans l'amour de la musique. Son père, doté d’une belle voix et fan de musique classique orientale et de Malouf marocain, lui offre à chaque fête de Achoura  des jouets musicaux : piano, violon, percussions etc. Plus tard, après avoir obtenu son Baccalauréat en Sciences Expérimentales, Karim s’inscrit au Conservatoire de Musique de Casablanca. Il y étudiera le luth, le chant, la chorale et les Mouachah de 1978 à 1985 avec l’aval de son père, à condition qu’il ne néglige pas ses études universitaires qu’il suit en parallèle à l’Université Hassan II à Casablanca ou il obtiendra un DEUG en économie.
Karim sort son premier album album studio Mghamer en 1993, son talent musical et sa voix séduisent et il enchaîne les scènes au Maroc et à l’étranger dont celles du Festival de la Culture d’Orient au Théâtre Flamand à Bruxelles (Belgique) en 1992, au côté de Tayeb Saddiki et Ahmed Snoussi, puis au  Festival de Musique d’Orient en Floride (USA) en 1995, au Festival Les Nuits du Ramadan à l’opéra du Caire en 1997 et 1998, au Festival International de Luth à Tétouan (Maroc) en 2000, etc.
En 2002, il fait partie du jury de l’émission concours de nouveaux talents de la chanson Noujoumwa Noujoum diffusée sur la chaîne marocaine 2M.
En 2003, Karim Tadlaoui sort son second album studio Rfigue (Compagnon), réalisé par Artishow, filiale du label de musique égyptien Alam El Phan. 
Il est membre de jury et coach des nouveaux talents de l’émission de télé-crochet Studio 2M pendant trois années successives en 2004, 2005 & 2006. Surnommé « Le luthiste aux doigts d’or », il compose en 2005 la musique du téléfilm Demande d’Emploi réalisé par Saâd Chraïbi, ainsi que pour d’autres artistes dont Hayat Idrissi, Abderrahim Souiri, Abdou Cherif, Janat Mahid, Nezha Chebaoui, Sofia Sadek, Fatima Mekdadi, Mohamed Anbari & Hasna Al Maghribia & Hasna Zalagh. Mourad Bouriki, Hatim Idar.
En 2010, Karim Tadlaoui représente le Maroc au 11e (en français : 11e) Festival de musique de l’Institut du monde arabe à Paris. Il est convié aux soirées d’hommages aux grands chanteurs marocains et du monde arabes dont celle du compositeur Abderrahim Sekkat au théâtre Mohammed VI à Rabat en 2010, puis de Abdelwahab Doukkali au Complexe Culturel Sidi Belyout en août 2010 et du grand ténor libanais Wadih Al-Safi sur la plateau de la première chaîne marocaine 2M.
En 2013, Karim est à nouveau jury casting dans l’émission de télé-crochet Studio 2M. Un an plus tard, en 2014, il sort sont troisième album studio intitulé Mennek (De Toi), qui sera suivie de l’album instrumental de luth Safar Âla Watar (Voyage Sur Une Corde). La même année, il fait l’ouverture du Festival International du Luth à Tétouan (Maroc). En 2015, il fait la soirée de clôture du festival Alegria à Chefchaouen et sera décoré du Wissam Al-Moukafa Al-Watania (Ordre du Mérite national du Maroc) par le Roi Mohammed VI pour la composition de la chanson Ard Albaraka en novembre 2015.
Il sort ensuite les singles Kadaroun Anti en mars 2016, Malzoum Bik en novembre 2017, suivies du titre Chakwa Lillah en 2019. En 2020, il retourne en studio et sort l’album Taranim, suivie des singles Assoura en 2020 et Ana Maghribi, en duo avec Hasna Al Maghribia, en 2022.
En 2023, Karim Tadlaoui répond présent pour le concert caritatif Maroc au Cœur, organisé par Chico & The Gypsies et la Ville d'Arles, au profit des sinistrés du tremblement de terre qui a secoué le Maroc dans la nuit du 8 au 9 septembre 2023.

## Discographie
- 1993 : Mghamer
- 2004 : Rfigue
- 2014 : Mennek
- 2014 : Safar Ala Watar
- 2020 : Taranim